# Butterfahrt
De Butterfahrt was een eendaagse vaartocht naar internationale wateren, alwaar aan boord belastingvrije aankopen konden worden gedaan, zoals tabak, alcoholische drank en parfum.
Vanuit de Groningse Eemshaven werd de Butterfahrt onderhouden door Rederij Kamstra, onder de naam tax free minicruise. 
In 1999 kwam er een eind aan de dagelijkse Butterfahrt, in dat jaar werd het duty free-voordeel voor reizigers binnen de EU afgeschaft.
Het wekelijkse bezoek van vele duizenden Duitse kooptoeristen heet in de Venlose volksmond ook wel Butterfahrt. Er is in Venlo dan ook een muzieknummer over dit fenomeen geschreven, genaamd de Butterfahrt, waarin de spot wordt gedreven met de Duitse toeristen die de stad overspoelen. 